# Jean Milesi
Jean Milesi (* 24. Juni 1935 in Digne-les-Bains) ist ein ehemaliger französischer Radrennfahrer.

## Sportliche Laufbahn
1954 begann er mit dem Radsport, er wurde Mitglied im Verein Amical Club Oraisonnais. 1954 bis 1956 gewann er einige Rennen in der Klasse der Unabhängigen, so 1956 Nice–Puget–Theniers–Nice. Bis 1958 leistete er seinen Militärdienst und gewann 1957 die Militärmeisterschaft im Straßenrennen. Danach startete er kurzzeitig als Amateur und wieder als Unabhängiger und gewann 1958 den Grand Prix Esperaza. Dieser Sieg brachte ihm einen Vertrag im Radsportteam Liberia-Hutchinson für die Saison 1959 ein. Von 1959 bis 1968 war er Berufsfahrer. Im ersten Jahr als Profi gewann er Etappen im Circuit du Provençal, der Tour du Var und im Grand Prix Midi Libre. Er gewann noch einige kleinere Rennen, sein letzter bedeutenderer Erfolg war der Sieg auf einem Abschnitt der Tour de Romandie 1965.
Von 1960 bis 1966 startete er in jedem Jahr in der Tour de France. Er beendete alle sieben Rennen. Sein bestes Resultat in der Gesamtwertung war der 31. Platz 1961. Den Giro d’Italia fuhr er 1962 (44.), 1966 (67.) und 1967 (66.). In der Vuelta a España schied er 1965, 1967 und 1968 jeweils aus.

## Grand-Tour-Platzierungen
| Grand Tour            | 1959 | 1960 | 1961 | 1962 | 1963 | 1964 | 1965 | 1966 | 1967 | 1968 |
| --------------------- | ---- | ---- | ---- | ---- | ---- | ---- | ---- | ---- | ---- | ---- |
| Vuelta a EspañaVuelta | –    | –    | –    | –    | –    | –    | DNF  | –    | DNF  | DNF  |
| Giro d’ItaliaGiro     | –    | –    | –    | 44   | –    | –    | –    | 67   | 66   |      |
| Tour de FranceTour    | –    | 55   | 34   | 60   | 68   | 77   | 94   | 79   | –    | –    |